# Contigny
 Contigny  là một xã ở tỉnh Allier thuộc miền trung nước Pháp.